# Cryptophialus tomlinsoni
Cryptophialus tomlinsoni är en kräftdjursart som beskrevs av Newman och Ross 1971. Cryptophialus tomlinsoni ingår i släktet Cryptophialus och familjen Cryptophialidae. Inga underarter finns listade i Catalogue of Life.